# دریم‌کچر اینتراکتیو
دریم کچر (انگلیسی: DreamCatcher) شرکت بازی ویدئویی کانادایی است، که در سال ۱۹۹۶ توسط ریچارد واه کان تأسیس شد.